# Straidarran
Straidarran (Sráid Uí Áráin in gaelico irlandese) è un villaggio dell'Irlanda del Nord, situato nella contea di Londonderry.